# Long Forms
Long Forms ist ein Jazzalbum des Ohad Talmor Newsreel Sextet. Die im April 2015 in den Peter Karl Studios, Brooklyn, entstandenen Aufnahmen erschienen am 20. März 2020 auf Intakt Records.

## Hintergrund
Ohad Talmor kam 1995 nach New York, um Musik zu studieren, und arbeitete seitdem mit Musikern wie Lee Konitz, Steve Swallow, Kurt Rosenwinkel, Adam Nussbaum oder Jason Moran. Unter eigenem Namen entstand 2008 das Album Newsreel, das Talmor mit Shane Endsley (Trompete), Jacob Sacks (Piano), Matt Pavolka (Bass) und Dan Weiss (Schlagzeug) eingespielt hatte. Daraus ging Talmors Newsreel Sextet hervor, zu dem noch der Gitarrist Miles Okazaki kam; 2015 entstand das gemeinsame Album Long Forms.

## Titelliste
- Ohad Talmor Newsreel Sextet: Long Forms (Intakt Records 341)[1]

1. Layas Lines 8:18
2. Casado 6:24
3. Kayeda 8:40
4. Scent 12:40
5. Groupings 1:11
6. Musique Anodine 14:37

Die Kompositionen stammen von Ohad Talmor.

## Rezeption

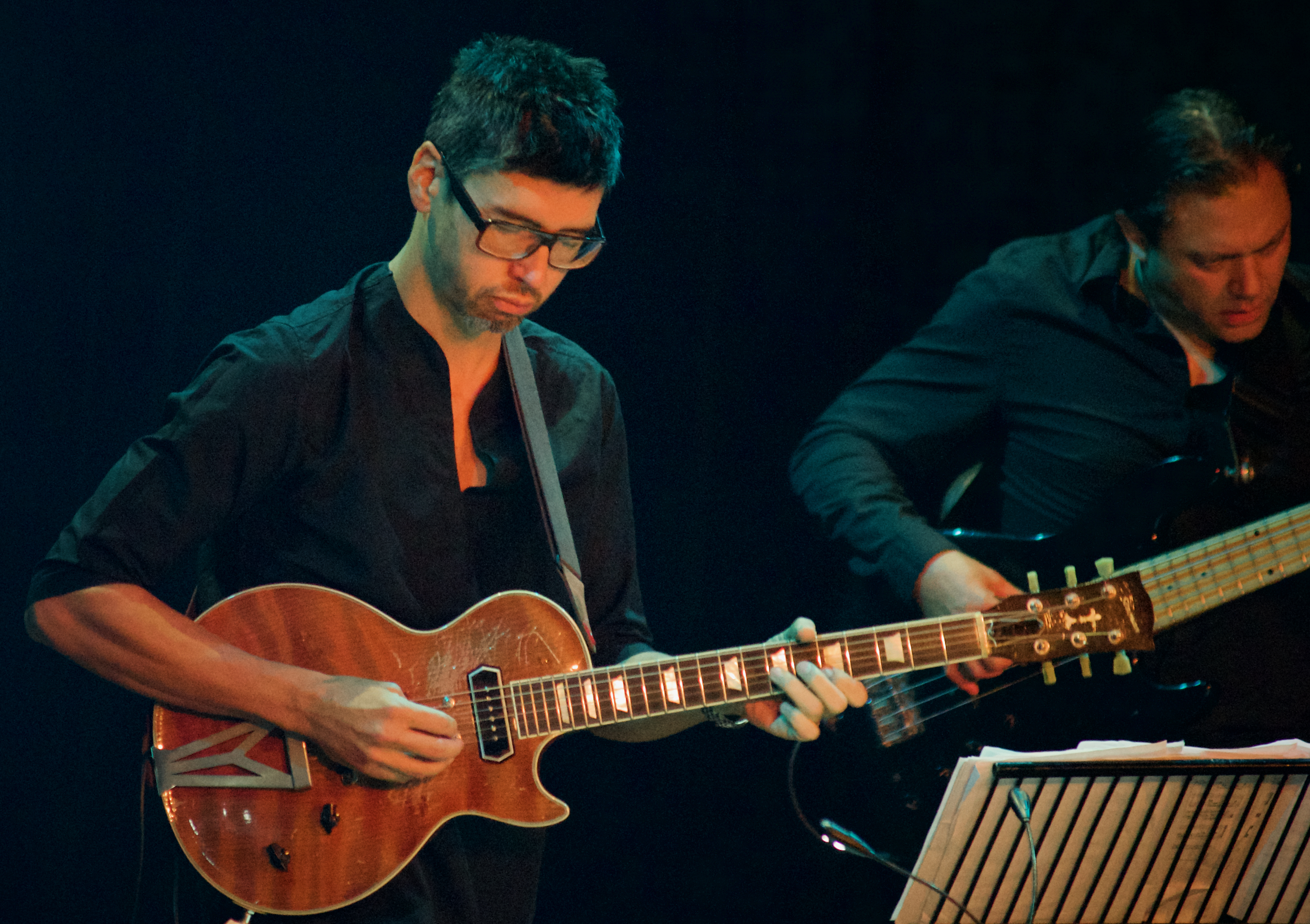
Miles Okazaki mit Tineke Postma Inventions im Tivoli Vredenburg 2021

Nach Ansicht von Angelo Leonardi, der das Album in der italienischen Ausgabe All About Jazz rezensierte, sei Talmor an der Seite von Lee Konitz herangereift, mit dem er verschiedene Alben in drei unterschiedlichen Projekten aufgenommen hat, vom Nonett des Altsaxophonisten, dem Konitz-Talmor String Project bis zu der gemeinsam geleiteten Bigband, und gehöre seitdem zu den kreativsten Vertretern seiner Generation. Sein Format als Komponist, unterstützt durch seine klassische Ausbildung und sein Interesse an vielen musikalischen Ausdrucksformen, charakterisiere sein Engagement in den verschiedenen Formationen, die er leite. Im Vergleich zu dem eher exzentrischen ersten Album von Newsreel voller heterogener Referenzen würde sich das Sextett-Album stilistisch [klarer] auf den Avantgarde Jazz konzentrieren, in einer rigorosen Balance zwischen kammermusikalischen Elementen und freier, Post-Bop-orientierter Improvisation. So kombiniere die Gruppe im ausgedehnten und verführerisch klingenden „Scent“ schwebende und meditative Momente von großem Charme mit anderen intensiven Momenten, wobei Saxophon und Trompete in einer schneidenden Atmosphäre interagierten. Dies sei ein ebenso artikuliertes wie fesselndes Album, reich an Dynamik mit großer Griffigkeit bei solistischen Eingriffen.
Ebenfalls in All About Jazz lobte Glenn Astarita Long Forms als großartiges Werk, bestehend aus dornigen Taktarten, wechselnden Umwegen und ausgefallenen Mini-Grooves. Durchweg würden die symmetrischen Handlungsstränge und gestaffelten Progressionen der Musiker mit straffen, Unisono-Phrasierungen und flüssigen Darbietungen kontrastiert. Es dauere nicht lange, um festzustellen, dass es Talmor in erster Linie darum gehe, herausragende kompositorische und arrangierende Aspekte zu vermitteln, da die Improvisationskraft der Künstler ihren natürlichen Lauf nehme, überflutet von Spitzen und Tälern. Daher sei das Überraschungsmoment ein wiederkehrender Faktor.